# わかつきめぐみの宝船ワールド
『わかつきめぐみの宝船ワールド』（わかつきめぐみのたからぶねワールド）は、少女漫画雑誌『LaLa』（白泉社）で連載を持っていた漫画家、わかつきめぐみの作品をモチーフにしたイメージアルバム。1987年にビクター音楽産業からリリースされた。
わかつきめぐみが好きなアーティストや雑誌関係者を集めて全楽曲が作成されており、プロデュースは鈴木慶一。ムーンライダーズと周辺ミュージシャンが多数参加している。

## 解説
1986年8月に、『LaLa』誌上で「So What?」を連載していたわかつきの元に作品のレコード化の話が舞い込んだ。わかつきがその席で、ファンだったムーンライダースのメンバー鈴木慶一にプロデューサー希望を伝えたところ、鈴木が快諾。翌2月のマスターテープ完成に至る。このとき鈴木はわかつきに歌の参加を打診したが、わかつきは辞退し、楽曲面では作詞による参加にとどまっている。

## 収録曲
1. So What?
 作詞：滋田みかよ / 作曲：岡田徹 / 編曲：安部隆雄・岡田徹 / 歌：本間哲子
当時連載されていた「So What?」のイメージソング。ギターは鈴木智文（元8 1/2。ポータブル・ロック名義で参加）と飯村直子（Nav Katze名義で参加）、コーラスに野宮真貴（鈴木智文と同じくポータブル・ロック名義で参加）がいる。
2. 異生物接近
 作詞・編曲：福原まり
単行本『トライアングル・プレイス』に登場する「もののけくん」などが下敷きになっているインストゥルメンタル。
3. ハハハ、カナシ
 作詞：一色進 / 作曲：泉水敏郎 / 編曲：沖山優司 / 歌：若林マリコ
「月は東に日は西に」に登場する通称「ハイパー母さん」こと高橋梅子のイメージソング。題名は作中の台詞より。
4. だって気にいんないんだもん
 作詞：泉水敏郎 / 作曲：鈴木博文 / 編曲：DARIE・鈴木博文 / 歌：北田かおる
「ぱすてると〜ん通信」のパムがベースになっていると思われる。他のわかつき作品にもイメージが該当するキャラクターがいる。
5. ぱすてると〜ん通信
 作曲・編曲：かしぶち哲郎
曲名と同名の作品のイメージインストゥルメンタル。
6. 梅(プラム)ブラザーズのテーマ 作曲・編曲：美尾洋乃
「So What?」に登場する間抜けなスパイ、梅1号・梅2号・梅3号のイメージインストゥルメンタル。
7. あの日のPhotograph
 作詞：高橋修 / 作曲：松尾清憲 / 編曲：鈴木智文 / 歌：直枝政太郎
「不協和音ラプソディ」「月は東に日は西に」の連載終了後に掲載された「CHARACTERS ALBUM」をベースした曲。
8. WAKE UP!
 作曲：直枝政太郎 / 編曲：政風会
「So What?」の主人公で、隙あらば眠ってしまう暮里阿梨の昼寝の様を描いたイメージソング。
9. 米犬ワルツ
 作詞：わかつきめぐみ / 作曲・編曲：野見祐二 / 歌：森谷美月
「月は東に日は西に」の人気キャラクター、米犬のイメージソング。
10. 宝船船上大宴会
 作詞：わかつきめぐみ / 作曲：鈴木慶一 / 編曲：渡辺等 / 歌：陽気な若き宝船の乗客たち
本アルバムの核とでも言うべき歌とコント。30人以上のアルバム制作関係者が、4分間にわたって様々なキャラクターを演じ、当時では非常に画期的であった。
11. 宝船船上大宴会〜放送劇MIX
 作詞：わかつきめぐみ / 作曲：鈴木慶一 / 編曲：渡辺等
CDのみに追加された別バージョン。
12. 米犬ワルツ〜オーケストラ・ヴァージョン
 作曲・編曲：野見祐二
CDのみに追加された別バージョン。

## その他
- CDDBへの登録は全ての曲が鈴木慶一名義になっている。なお、ジャンルは全てChildren's Music。